# Raquel Garcia i Ulldemolins
Raquel Garcia i Ulldemolins   (Barcelona, 19 de febrer de 1972) coneguda com a Raquel Gu, és una il·lustradora, traductora, autora de còmic i d'humor gràfic catalana.

## Biografia
Llicenciada en Filologia Anglesa, va treballar com a editora a Salvat fins al 2008 i després es va establir pel seu compte. El seu primer llibre es va publicar el 2011, Canallades, tot el que sempre has sospitat dels nens i ells mai no t’explicaran, amb pròleg de Carles Capdevila.
Ha col·laborat amb treballs d'il·lustració, humor gràfic i articles en premsa i televisió, en mitjans com JotDown, TV3, Núvol, Principia, National Geographic, Time Out i editorials com Edebé i Santillana. A TV3, participa a Els matins com a comentarista i també fa il·lustracions en directe.
Ha estat il·lustradora de portades de llibres, entre quals destaca el disseny de la coberta del llibre Tombuctú de Paul Auster a l'editorial Quintetos. Ha col·laborat al blog de divulgació científica Mati y sus mateaventuras juntament amb la matemàtica i divulgadora científica Clara Grima. El blog va ser guardonat amb el premi bitàcoles 2011.
El 2014, va participar en l'antologia Enjambre de l'editorial Norma, creada amb obres d'autores espanyoles de còmic. A més, ha treballat en altres àrees dins de la il·lustració, com per exemple, en llibres infantils. La seva primera obra en aquest gènere va ser Dracàleg, un catàleg de dracs i dragones d'Ediciones B el 2015. La seva última obra Estic estupenda! de l'editorial Angle, publicada el novembre de 2017. Va ser una de les sis autores, entre les quals estaven Carla Berrocal i Ana Belén Rivero, que van participar en l'exposició sobre el treball de Núria Pompeia a la Biblioteca Ignasi Iglésias-Can Fabra, durant el període 2017-2018.